# Menyono
Menyono is een bestuurslaag in het regentschap Probolinggo van de provincie Oost-Java, Indonesië. Menyono telt 3980 inwoners (volkstelling 2010).